# BSA・ライトニング
BSA・ライトニング（BSA Lightning）は、1965年から1972年にバーミンガムで製造されたイギリスのBSA製650ccクラスのオートバイ。

## 開発
BSA・ライトニングは1960年代のオールラウンド・スポーツ・マシンとして、主としてアメリカ市場への輸出を目論んで開発され、ツーリングモデルのサンダーボルトと、のちに開発されるBSA・スピットファイアの間を埋めるものだった。エンジンの開発においてはより信頼性が高く静粛で、オイル漏れを少なくすることを目的としており、最高速度を犠牲にして中回転域と乗り心地を改善した。それにもかかわらず、デュアルキャブレターモデルのA65Lは108 mph (174 km/h)2到達することができた。油圧警告灯の追加も改善点の一つだったが、頻繁に誤動作するのでライダー無視することを学んだ。
スタンダードのA65に対してクロスレシオに設定されたギアボックスと、ハイリフトカムの組み合わせが活発な加速性能と高回転での高性能を作り出していた。しかしながら、1速がやや高めに設定されていたため、ライダーは10 mph (16 km/h)までは半クラッチを使う必要があった。5000rpm以上での過大な振動が、90 mph (140 km/h)以上で頻発するウィーヴィングとともに苦情のもととなった。
便利な機能としては、バッテリー上がり時にオルタネーター出力を点火コイルに直接接続する「非常始動」のキーポジションがあった。

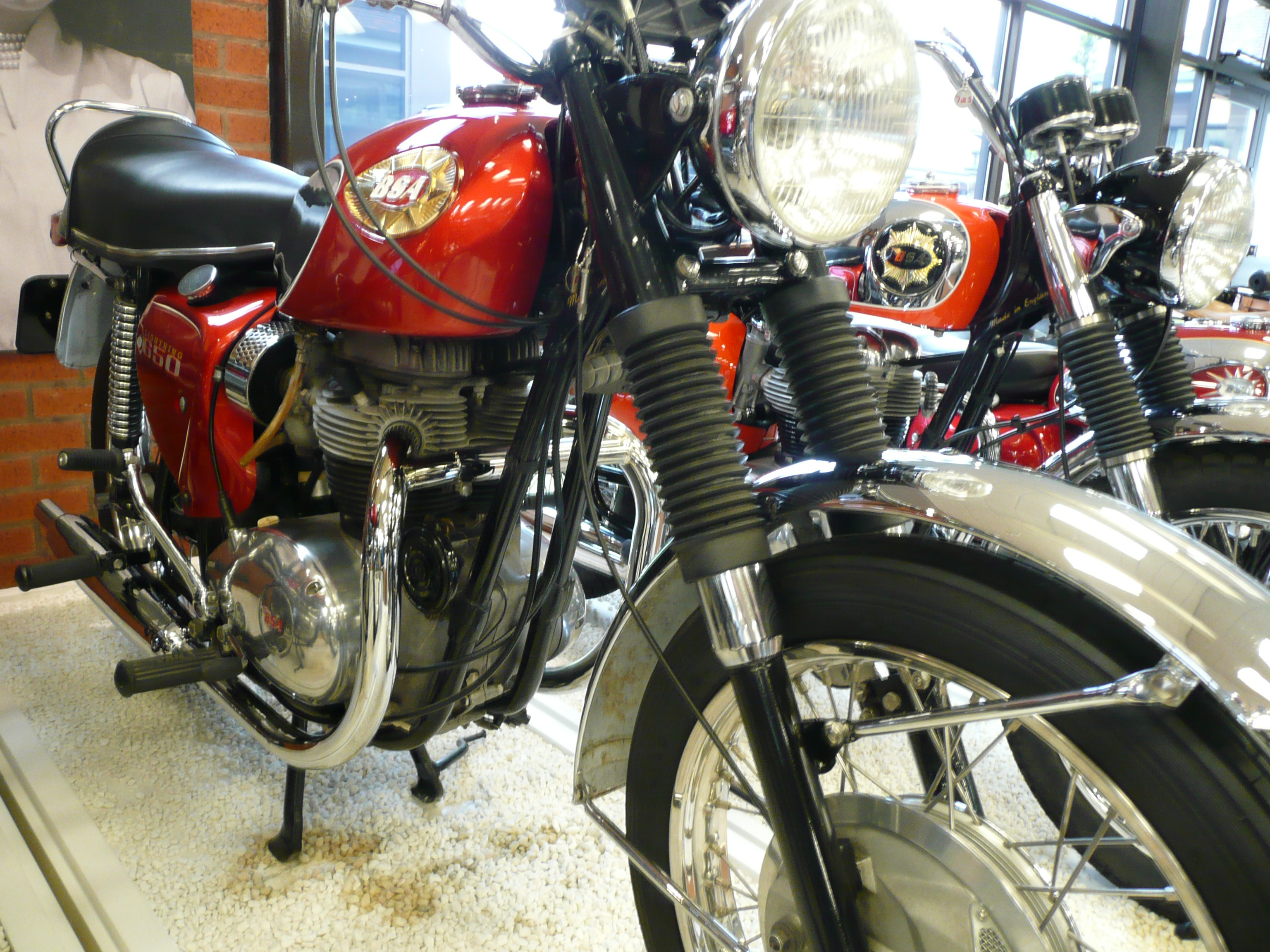
エキゾーストバランスパイプを見えるライトニング

1969年以降のライトニングでは、左右のエキゾーストパイプをつなぐバランスパイプ、サイレンサー内部構造の再設計、クランクケース合わせ面の拡大、フロントのツーリーディングブレーキなどの改善が施された。モーターサイクルスポーツ誌は路上テストで、自然な巡航速度は時速70 mph (110 km/h)であると判断したが、高ギアで5,500rpm以上になると激しい振動のため快適に走行できず、6,200回転ではヘッドライトの電球のフィラメントが繰り返し破損したため、最高速度での走行は試みられなかった。
1972年、BSAグループは財政難に陥り、ブランド寿命を延ばす最後の試みとして、A65L用の新フレームが開発された。シート高が実用的ではない33 in (840 mm)まで高くなっただけでなく、このフレームは英国自動車産業研究協会（MIRA）のコースでのテスト中に破損し、英国製ツインシリンダーバイクの中でも最も成功したシリーズの一つの終焉を告げた。

## A70ライトニング
AMAのクラスCレース用の750ccマシンを作るために、BSAはライトニングのクランクシャフトを変更してストロークを11mmのばし、排気量を751ccとした。202台のA70ライトニングが最低必要台数を満たすために製造され、その全てがアメリカ合衆国に輸出されたが、ほとんどはボルチモアの東海岸担当ディストリビューター向けだった。

## 映画『007/サンダーボール作戦』
1965年のジェームズ・ボンド映画『007/サンダーボール作戦』には、ミサイルを装備したフルフェアリングの金色塗装のBSAライトニングが登場し、元ロードレースチャンピオンのビル・アイビーがスタントマンとして乗り込み、イタリア人女優ルチアナ・パルッツィ演じるボンドガール、フィオナ・ヴォルペに似せるため金髪のかつらを被っていた。ヴォルペはBSAライトニングから2発のロケットミサイルを発射し、ボンドを追跡していたリッペ伯爵の車を破壊した。
バイクには実際に作動するミサイル発射システムが装備されていたが、車を破壊した爆発は、スタントコーディネーターのボブ・シモンズが遠隔操作で仕掛けたものだった。このシーンの撮影は、フォード・モーターの映画『A Child's Guide to Blowing Up a Motor Car』に収録されており、これは『007/サンダーボール作戦』のアルティメットDVD版に収録されている。
1965年9月、実際のバイクはメトロポールホテル展示センターで開催されたブライトンモーターサイクルショーで展示された。